# Trachylepis volamenaloha
Espèce
Synonymes
- Mabuya volamenaloha Nussbaum, Raxworthy & Ramanamanjato, 1999

Statut de conservation UICN

 NT  : Quasi menacé
Trachylepis volamenaloha est une espèce de sauriens de la famille des Scincidae.

## Répartition

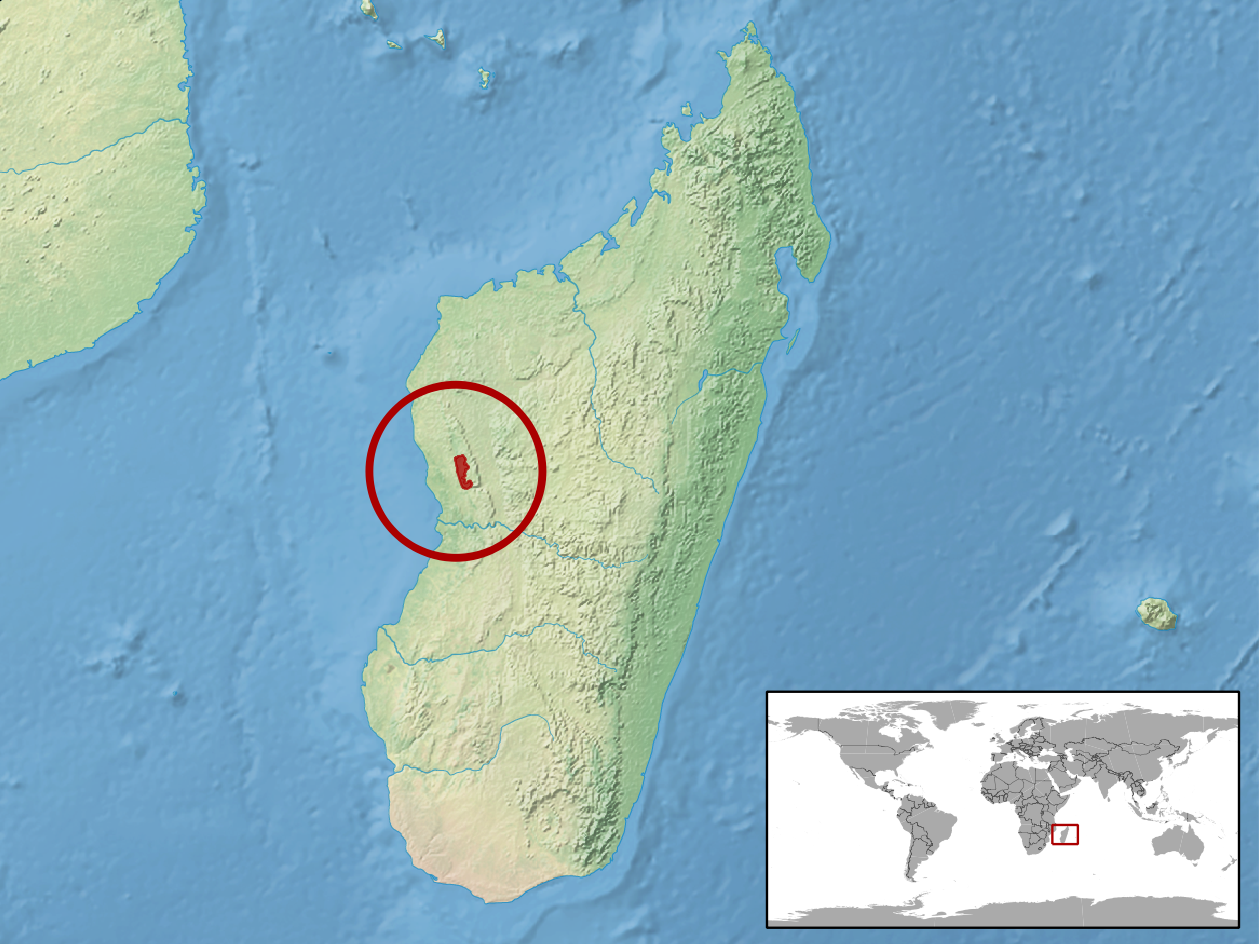
Répartition de l'espèce.

Cette espèce est endémique de Madagascar.

## Étymologie
Le nom spécifique volamenaloha vient du malgache volamena, doré, cuivré, et de loha, la tête, en référence à l'aspect de ce saurien.

## Publication originale
- Nussbaum, Raxworthy & Ramanamanjato, 1999 : Additional species of Mabuya Fitzinger (Reptilia: Squamata: Scincidae) from Western Madagascar. Journal of Herpetology, vol. 33, no 2, p. 264-280.